# Seznam dílů seriálu Impérium – Mafie v Atlantic City
Toto je seznam dílů seriálu Impérium – Mafie v Atlantic City.

## Přehled řad
| Řada | Díly | Premiéra v USA | Premiéra v USA     | Premiéra v ČR | Premiéra v ČR |
| Řada | Díly | První díl      | Poslední díl       | První díl     | Poslední díl  |
| ---- | ---- | -------------- | ------------------ | ------------- | ------------- |
| 1    | 12   | 19. září 2010  | 5. prosince 2010   | vysíláno      | vysíláno      |
| 2    | 12   | 25. září 2011  | 11. prosince 2011  | vysíláno      | vysíláno      |
| 3    | 12   | 16. září 2012  | 2. prosince 2012   | vysíláno      | vysíláno      |
| 4    | 12   | 8. září 2013   | 24. listopadu 2013 | vysíláno      | vysíláno      |
| 5    | 8    | 7. září 2014   | 26. října 2014     | vysíláno      | vysíláno      |

## Seznam dílů

### První řada (2010)
| Č. v seriálu | Č. v řadě | Původní název        | Český název      | Režie              | Scénář                           | Premiéra v USA     | Premiéra v ČR |
| ------------ | --------- | -------------------- | ---------------- | ------------------ | -------------------------------- | ------------------ | ------------- |
| 1            | 1         | Boardwalk Empire     | Boardwalk Empire | Martin Scorsese    | Terence Winter                   | 19. září 2010      | vysíláno      |
| 2            | 2         | The Ivory Tower      | Věž ze slonoviny | Tim Van Patten     | Terence Winter                   | 26. září 2010      | vysíláno      |
| 3            | 3         | Broadway Limited     | Odjezd           | Tim Van Patten     | Margaret Nagle                   | 3. října 2010      | vysíláno      |
| 4            | 4         | Anastasia            | Anastázie        | Jeremy Podeswa     | Lawrence Konner a Margaret Nagle | 10. října 2010     | vysíláno      |
| 5            | 5         | Nights in Ballygran  | Keltský večer    | Alan Taylor        | Lawrence Konner                  | 17. října 2010     | vysíláno      |
| 6            | 6         | Family Limitation    | Omezení rodiny   | Tim Van Patten     | Howard Korder                    | 24. října 2010     | vysíláno      |
| 7            | 7         | Home                 | Domov            | Allen Coulter      | Tim Van Patten a Paul Simms      | 31. října 2010     | vysíláno      |
| 8            | 8         | Hold Me in Paradise  | Drž mě v ráji    | Brian Kirk         | Meg Jackson                      | 7. listopadu 2010  | vysíláno      |
| 9            | 9         | Belle Femme          | Belle Femme      | Brad Anderson      | Steve Kornacki                   | 14. listopadu 2010 | vysíláno      |
| 10           | 10        | The Emerald City     | Smaragdové město | Simon Cellan Jones | Lawrence Konner                  | 21. listopadu 2010 | vysíláno      |
| 11           | 11        | Paris Green          | Pařížská zeleň   | Allen Coulter      | Howard Korder                    | 28. listopadu 2010 | vysíláno      |
| 12           | 12        | A Return to Normalcy | Návrat k normálu | Tim Van Patten     | Terence Winter                   | 5. prosince 2010   | vysíláno      |

### Druhá řada (2011)
| Č. v seriálu | Č. v řadě | Původní název                    | Český název                 | Režie          | Scénář                                          | Premiéra v USA     | Premiéra v ČR |
| ------------ | --------- | -------------------------------- | --------------------------- | -------------- | ----------------------------------------------- | ------------------ | ------------- |
| 13           | 1         | 21                               | 21                          | Tim Van Patten | Terence Winter                                  | 25. září 2011      | vysíláno      |
| 14           | 2         | Ourselves Alone                  | My samotní                  | David Petrarca | Howard Korder                                   | 2. října 2011      | vysíláno      |
| 15           | 3         | A Dangerous Maid                 | Nebezpečná služebná         | Susanna White  | Itamar Moses                                    | 9. října 2011      | vysíláno      |
| 16           | 4         | What Does the Bee Do?            | Co dělá včela               | Ed Bianchi     | Steve Kornacki                                  | 16. října 2011     | vysíláno      |
| 17           | 5         | Gimcrack & Bunkum                | Třesky plesky               | Tim Van Patten | Howard Korder                                   | 23. října 2011     | vysíláno      |
| 18           | 6         | The Age of Reason                | Věk rozumu                  | Jeremy Podeswa | Bathsheba Doran                                 | 30. října 2011     | vysíláno      |
| 19           | 7         | Peg of Old                       | Naše malá Peg               | Allen Coulter  | Howard Korder, Steve Kornacki a Bathsheba Doran | 6. listopadu 2011  | vysíláno      |
| 20           | 8         | Two Boats and a Lifeguard        | Dvě lodě a záchranný člun   | Tim Van Patten | Terence Winter                                  | 13. listopadu 2011 | vysíláno      |
| 21           | 9         | Battle of the Century            | Souboj století              | Brad Anderson  | Steve Kornacki                                  | 20. listopadu 2011 | vysíláno      |
| 22           | 10        | Georgia Peaches                  | Broskve z Georgie           | Jeremy Podeswa | Dave Flebotte                                   | 27. listopadu 2011 | vysíláno      |
| 23           | 11        | Under God's Power She Flourishes | Pod Boží mocí žena rozkvétá | Allen Coulter  | Howard Korder                                   | 4. prosince 2011   | vysíláno      |
| 24           | 12        | To the Lost                      | Na ztracené                 | Tim Van Patten | Terence Winter                                  | 11. prosince 2011  | vysíláno      |

### Třetí řada (2012)
| Č. v seriálu | Č. v řadě | Původní název      | Český název              | Režie          | Scénář                          | Premiéra v USA     | Premiéra v ČR |
| ------------ | --------- | ------------------ | ------------------------ | -------------- | ------------------------------- | ------------------ | ------------- |
| 25           | 1         | Resolution         | Rozhodnutí               | Tim Van Patten | Terence Winter                  | 16. září 2012      | vysíláno      |
| 26           | 2         | Spaghetti & Coffee | Špagety a káva           | Alik Sakharov  | Howard Korder                   | 23. září 2012      | vysíláno      |
| 27           | 3         | Bone for Tuna      | Bujón for tuna           | Jeremy Podeswa | Chris Haddock                   | 30. září 2012      | vysíláno      |
| 28           | 4         | Blue Bell Boy      | Kluk s modrým zvonkem    | Kari Skogland  | David Stenn                     | 7. října 2012      | vysíláno      |
| 29           | 5         | You'd Be Surprised | Čeká tě překvapení       | Tim Van Patten | Diane Frolov a Andrew Schneider | 14. října 2012     | vysíláno      |
| 30           | 6         | Ging Gang Goolie   | Ging Gang Goolie         | Ed Bianchi     | Steve Kornacki                  | 21. října 2012     | vysíláno      |
| 31           | 7         | Sunday Best        | V neděli jen to nejlepší | Allen Coulter  | Howard Korder                   | 28. října 2012     | vysíláno      |
| 32           | 8         | The Pony           | Poník                    | Tim Van Patten | Terence Winter a Howard Korder  | 4. listopadu 2012  | vysíláno      |
| 33           | 9         | The Milkmaid's Lot | I dojička má lepší osud  | Ed Bianchi     | Rolin Jones                     | 11. listopadu 2012 | vysíláno      |
| 34           | 10        | A Man, a Plan…     | Tak na polo              | Jeremy Podeswa | Dave Flebotte                   | 18. listopadu 2012 | vysíláno      |
| 35           | 11        | Two Imposters      | Triumf a ponížení        | Allen Coulter  | Howard Korder                   | 25. listopadu 2012 | vysíláno      |
| 36           | 12        | Margate Sands      | Písky z Margate          | Tim Van Patten | Terence Winter a Howard Korder  | 2. prosince 2012   | vysíláno      |

### Čtvrtá řada (2013)
| Č. v seriálu | Č. v řadě | Původní název        | Český název               | Režie          | Scénář                                       | Premiéra v USA     | Premiéra v ČR |
| ------------ | --------- | -------------------- | ------------------------- | -------------- | -------------------------------------------- | ------------------ | ------------- |
| 37           | 1         | New York Sour        | New York Sour             | Tim Van Patten | Howard Korder                                | 8. září 2013       | vysíláno      |
| 38           | 2         | Resignation          | Výpověď                   | Alik Sakharov  | Dennis Lehane a Howard Korder                | 15. září 2013      | vysíláno      |
| 39           | 3         | Acres of Diamonds    | Akry diamantů             | Allen Coulter  | Terence Winter                               | 22. září 2013      | vysíláno      |
| 40           | 4         | All In               | Všechno do hry            | Ed Bianchi     | David Matthews                               | 29. září 2013      | vysíláno      |
| 41           | 5         | Erlkönig             | Král duchů                | Tim Van Patten | Howard Korder                                | 6. října 2013      | vysíláno      |
| 42           | 6         | The North Star       | Polárka                   | Allen Coulter  | Eric Overmyer a Howard Korder                | 13. října 2013     | vysíláno      |
| 43           | 7         | William Wilson       | William Wilson            | Jeremy Podeswa | David Matthews a Terence Winter              | 20. října 2013     | vysíláno      |
| 44           | 8         | The Old Ship of Zion | Stará loď ze Sionu        | Tim Van Patten | Cristine Chambers a Howard Korder            | 27. října 2013     | vysíláno      |
| 45           | 9         | Marriage and Hunting | Sňatky a povolenky k lovu | Ed Bianchi     | David Matthews, Jennifer Ames a Steve Turner | 3. listopadu 2013  | vysíláno      |
| 46           | 10        | White Horse Pike     | White Horse Pike          | Jake Paltrow   | Dave Flebotte                                | 10. listopadu 2013 | vysíláno      |
| 47           | 11        | Havre de Grace       | Přístav milosti           | Allen Coulter  | Howard Korder                                | 17. listopadu 2013 | vysíláno      |
| 48           | 12        | Farewell Daddy Blues | Blues na rozloučenou      | Tim Van Patten | Terence Winter a Howard Korder               | 24. listopadu 2013 | vysíláno      |

### Pátá řada (2014)
| Č. v seriálu | Č. v řadě | Původní název                  | Český název                     | Režie          | Scénář                                               | Premiéra v USA | Premiéra v ČR |
| ------------ | --------- | ------------------------------ | ------------------------------- | -------------- | ---------------------------------------------------- | -------------- | ------------- |
| 49           | 1         | Golden Days for Boys and Girls | Zlaté dny pro chlapce a děvčata | Tim Van Patten | Howard Korder                                        | 7. září 2014   | vysíláno      |
| 50           | 2         | The Good Listener              | Dobrý posluchač                 | Allen Coulter  | Terence Winter                                       | 14. září 2014  | vysíláno      |
| 51           | 3         | What Jesus Said                | Co řekl Ježíš                   | Ed Bianchi     | Cristine Chambers a Howard Korder                    | 21. září 2014  | vysíláno      |
| 52           | 4         | Cuanto                         | Kolik                           | Jake Paltrow   | Howard Korder, Cristine Chambers a Terence Winter    | 28. září 2014  | vysíláno      |
| 53           | 5         | King of Norway                 | Norský král                     | Ed Bianchi     | Steve Kornacki                                       | 5. října 2014  | vysíláno      |
| 54           | 6         | Devil You Know                 | Ďábel, kterého znáš             | Jeremy Podeswa | Howard Korder                                        | 12. října 2014 | vysíláno      |
| 55           | 7         | Friendless Child               | Dítě bez přátel                 | Allen Coulter  | Riccardo DiLoreto, Cristine Chambers a Howard Korder | 19. října 2014 | vysíláno      |
| 56           | 8         | Eldorado                       | Eldorado                        | Tim Van Patten | Howard Korder a Terence Winter                       | 26. října 2014 | vysíláno      |